# 彰化八景
彰化八景，指的是彰化縣的八大景色，但隨著時代更迭，部分景色變遷而有所變異。又由於清朝時的彰化縣範圍包含今日之彰化、南投、雲林，故部分景點現已不在現今的彰化縣境內。

## 清雍正乾隆年間的彰化八景
- （一）焰峰朝霞：焰峰指的是火燄山，又名九十九峰。

雍正年間任彰化知縣的秦士望詠頌曰：「草昧誰開大海東，高燒烈火有神功。赤霞曉映扶桑日，丹嶂晴驅擘柳風。焰射雞籠遙可接，光銜鷺鳥遠為烘。凌晨景物欣何似，萬丈芙蓉照眼紅。」。
- （二）鹿港夕照：秦士望詠頌曰：「海濱世界洗洪荒，瓦縫參差映夕陽。羈刻遠投冠蓋里，落霞低襯水雲鄉。漁舟鼓浪醒詩眼，牧笛眠風破酒腸。返照山城烟樹晚，畫圖指認色蒼茫。」。
- （三）鎮亭晴雲：鎮亭指的是望寮山上的鎮番亭。

秦士望詠頌曰：「縹緲孤亭盪碧天，遊人得到儼登仙。舉頭萬里晴光徹，笑指千巖秀色懸。雲去雲來風片片，鳥飛鳥落水田田。縱觀滄海塵寰遠，一點征帆一點烟。」。
- （四）線社煙雨：線社指的是半線社，位於縣城外東門與南門之間，依臨著八卦山。

秦士望詠頌曰：「山城竹郭雨霏霏，郭外青山溼翠微。冷霧埋林藏半線，濃煙撲地鎖重扉。燕穿深巷頻頻語，鷺下寒塘緩緩飛。白髮番黎尋樂計，披簑學坐釣魚磯。」。
- （五）虎溪春濤：虎溪指的是虎尾溪。

有詩頌曰：「牛觸高峰兩壁攢，虎溪中出水流寒。每逢三月添霪雨，定遣重山走汎湍。怒撼奔雷聲浩浩，猛歸滄海勢漫漫。行人過此常驚膽，黯淡如何又一灘。」。
- （六）海豐漁火：海豐指的是海豐港。

秦士望詠頌曰：「不比尋常水一隈，柴門愛逐海波開。船撐白晝幾行去，燈鬧黃昏亂點來。遙吐珠光浮島嶼，久騰星火照莓苔。兩般佳趣疑相似，共握漁簑弄酒杯。」。
- （七）眉潭秋月：眉潭指的應是月眉潭，位在和美線莊。

秦士望詠頌曰：「如眉似月水波平，傍水逢秋月色明。影墜澄潭蟾不老，香飄仙桂兔長生。地偏良夜多鷗宿，天遠長空少雁鳴。撲面紅塵聊借鑑，雙眸萬里一心清。」。
- （八）肚山橋歌：肚山指的是大肚山。

秦士望詠頌曰：「山高樹老與雲齊，一逕斜穿步欲迷。人跡貪隨巖鹿隱，歌聲喜和野禽啼。悠揚入谷音偏遠，繚繞因風韻不低。刈得荊薪償酒債，歸來半在日沈西。」。

## 清嘉慶道光年間的彰化八景
- （一）鹿港飛帆：彰化縣志記載：「鹿仔港，煙火萬家，舟車輻輳，為北路一大市鎮。西望重洋，風帆爭飛，萬幅在目，波瀾壯闊，接天無際，真巨觀也。」。
- （二）定寨望洋：定寨指的是定軍山上的磚寨，位在原鎮番亭舊址。

彰化縣志云：「門樓高敞，登臨一望，遠矚全邑之形勝，近瞰一城之人煙，甚壯觀也。而大海茫茫，飛帆在目，則又得一勝概矣。」。
- （三）豐亭坐月：豐亭指的是豐樂亭（原名太極亭），位於當時彰化縣署後。

時人黃驤雲寫道：「能遊吏態當非俗，肯住詩心得不仙。了無渣滓沿心境，覺有清光在眼中。花落亭閒人影靜，關情總是望年豐。」。
- （四）碧山曙色：碧山指的是碧山巖，位在北投莊西山上，前傍貓羅溪，後依八卦山。

彰化縣志記載：「巖有樹木、溪流環其前，林泉幽寂，頗饒遊觀之趣。清晨四望，崇山峻嶺，羅列寺前。焰峰九十九尖，狀似玉筍排空，參差無際，洵屬奇觀。」。
- （五）虎巖聽竹：虎巖指的是白沙坑內的虎山巖，位今花壇鄉。

彰化縣志記載：「巖左右依山環抱，茂林修竹，翠巌丹崖，遊覽之勝，與碧山巖等。每當春夏之交，禽聲上下，竹影參差，清風徐來，綠陰滿地，置身其間，彷彿神仙境界。」。
- （六）清水春光：清水指的是清水巖，在今社頭鄉。

彰化縣志記載：「巖左右青嶂環遶，樹木陰翳，曲逕通幽，秋壑之勝，恍若畫圖。春和景明，野花濃發，士女到巖遊覽，儼入香國中矣。」。
- （七）龍井觀泉：龍井指的是龍目井，位在蛇仔崙莊北。

彰化縣志記載：「其泉清而味甘，湧起尺許，如噴玉花。井旁有二石，狀似龍目，故名。里人環井而居，竹籬茅舍，亦饒幽致。」。
- （八）珠潭浮嶼：珠潭指的是日月潭。

彰化縣志記載：「四周大山，山外溪流包絡。自山口入潭，廣八、九里，屈曲如環。水深多魚，中浮一嶼，曰珠仔山。番欲詣嶼，划蟒甲以渡。嶼員淨開爽，青嶂白波，雲水飛動，海外別一洞天也。」。